# Carl Malmsten
Carl Malmsten, all'anagrafe Charley Per Henrik Malmsten (Stoccolma, 7 dicembre 1888 – Öland, 13 agosto 1972), è stato un designer svedese.

## Biografia
Nato in una famiglia dell'alta borghesia svedese, la madre era la figlia di un immigrato francese fondatore del Grand Hotel di Stoccolma, il nonno e il padre erano entrambi medici, non seguì le orme paterne preferendo frequentare una falegnameria come apprendista e studiando architettura per proprio conto.
Nel 1916 vinse il primo e il secondo premio al concorso per gli arredi del palazzo municipale di Stoccolma divenendo così molto popolare.
Ideale continuatore del movimento Arts and Crafts, già dal 1920 divenne un esponente e sostenitore del classicismo svedese, internazionalmente noto con il nome di "grazia svedese" (swedish grace). In occasione dell'esposizione internazionale di Stoccolma del 1930 nella quale ebbe grande risalto invece il funzionalismo come frutto della tradizione artigianale del paese, Malmsten avanzò una protesta ufficiale contro il comitato organizzatore definendo questo stile "noioso, importato, anti-tradizionale, asciutto e meccanicamente basato sulla falsa oggettività". Questo gli valse la nomea di "anti-modernista".
Malmsten ha legato il suo nome al design di mobili, risultando uno dei massimi esponenti di sempre in questo campo nel suo paese. Nel 1940 aprì una boutique nell'elegante Strandvägen della capitale svedese che ancora oggi, condotta dai suoi eredi, è una vetrina del design classico svedese.
Nell'esercitare l'insegnamento ebbe un'attenzione particolare per gli aspetti pedagogici. Malmsten sosteneva infatti l'importanza di scoprire il desiderio originale di ogni bambino per poterne valorizzare le attitudini. Nel 1957, acquistata una fattoria a Vickleby, diede vita al suo ideale formativo con la Capellagården. La scuola, che ha formato molti artigiani, artisti e designer ed è ancora attiva, pone come fondamento le attività manuali in quanto la modellazione dei prototipi era ritenuta essenziale da Malmsten come stimolo per alimentare la creatività stessa.

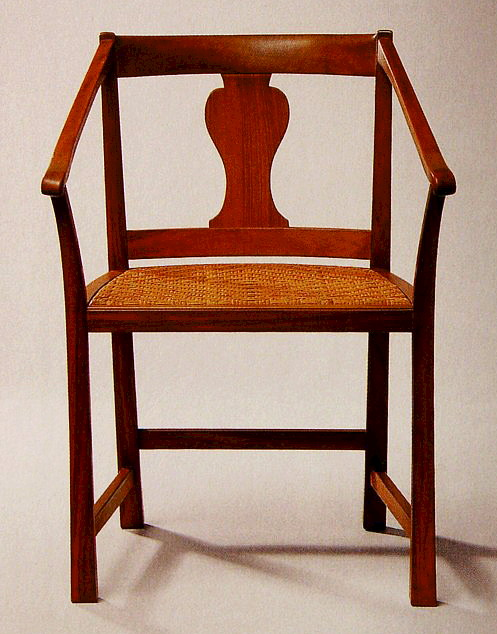
Sedia Malmsten, 1915